# IC 4371
IC 4371 — компактная спиральная галактика типа SB0-a в созвездии Гончие Псы.
Этот объект входит в число перечисленных в оригинальной редакции «Нового общего каталога».